# Ernst Cothmann

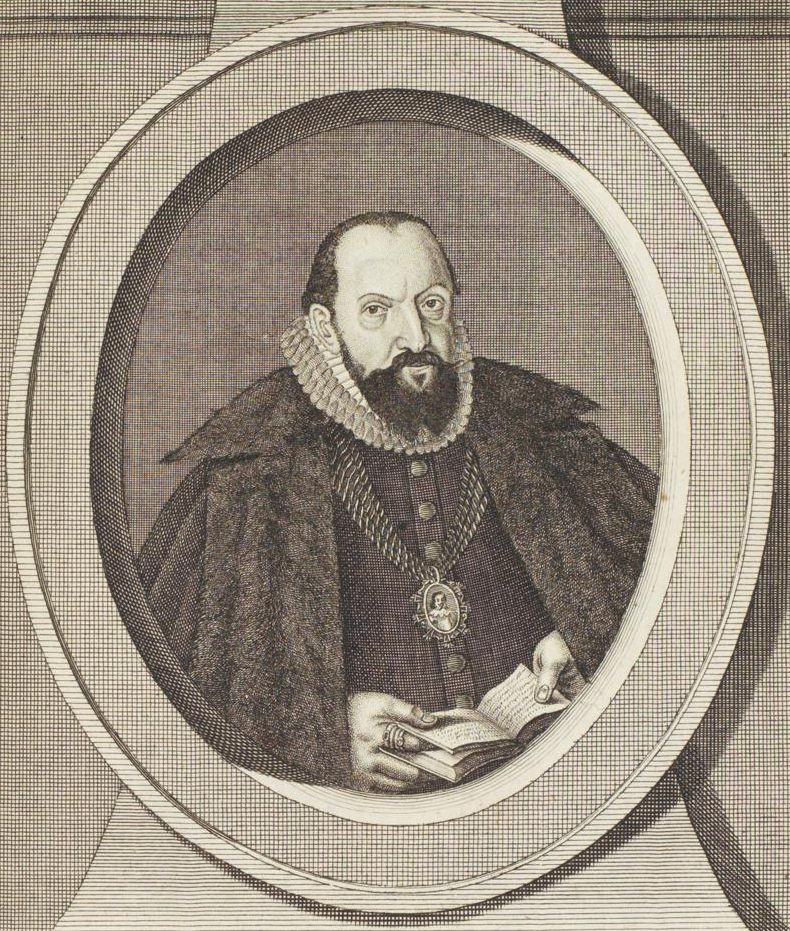
Ernst Cothmann

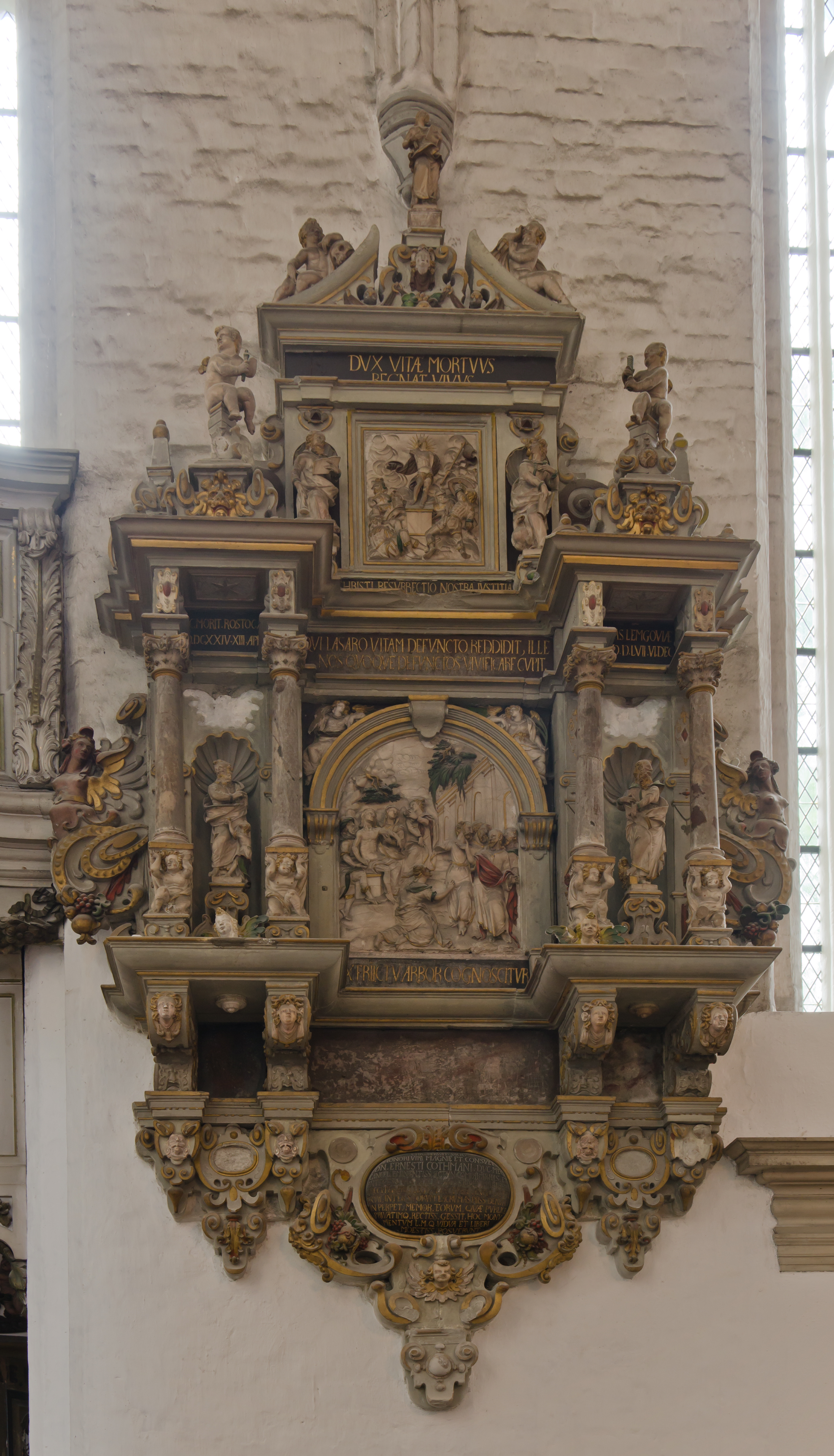
Epitaph in der Rostocker Marienkirche

Ernst Cothmann, auch: Kotman Cotmann, Cothmannus, (* 6. Dezember 1557 in Lemgo; † 13. April 1624 in Rostock) war ein deutscher Jurist und Rechtswissenschaftler.

## Leben
Nach einem Studium an der Universität Helmstedt und der Universität Marburg, wechselt er 1581 an die Universität Rostock, wo er am 8. Oktober 1584 zum Doktor der Rechte promovierte. Er begab sich am  21. Juni 1585 an die Universität Wittenberg, habilitierte sich 1586 in Rostock, wurde 1587 Assessor am Hofgericht und später auch im Konsistorium. 1595 übernahm er  an der Rostocker Akademie eine Professur der Rechte und wurde 1603 zudem „Rath und Canzler“ der Herzöge Ulrich von Mecklenburg-Güstrow und Johann Albrecht II. von Mecklenburg-Güstrow.
Er stammte aus einer der ältesten, angesehensten Familien der Grafschaft Lippe. Sein Bruder Johann Cothmann war ein bekannter Diplomat. Sein Bruder Dietrich Cothmann war mit Katharina Cothmann, geb. Goehausen, verheiratet, die 1654 als Hexe in Lemgo hingerichtet wurde. Ihr Sohn Hermann Cothmann wurde seinerseits durch umfangreiche Hexenverfolgungen in Lemgo als „Hexenbürgermeister“ bekannt.
Der Bruder seiner Schwägerin Katharina war Hermann Goehausen, Professor an der lutherischen Universität Alma Ernestina in Rinteln von 1622 bis 1632, und Verfasser des „Processus juridicus contra sagas et veneficos“, dem bedeutendsten Buch über die Hexenlehre des 17. Jahrhunderts.